# Maria Vincent
Maria Vincent, née Paulette Felicienne Giudicelli à Marseille (Bouches-du-Rhône) le 23 octobre 1929 et morte le 27 août 2006 dans le 15e arrondissement de Paris, est une chanteuse et actrice française.

## Biographie
Vers la fin des années 1960, elle eut une relation avec Francis le Belge et a été mariée à Léo Marciano. Elle est la grand-mère de Paola Dicelli, journaliste et auteure.

## Filmographie
- 1951 : Si ça vous chante de Jacques Loew
- 1953 : Deux de l'escadrille de Maurice Labro
- 1958 : La P... sentimentale de Jean Gourguet
- 1959 : Détournement de mineures de Walter Kapps
- 1959 : Interpol contre X de Maurice Boutel
- 1959 : Vous n'avez rien à déclarer ? de Clément Duhour
- 1962 : La planque de Raoul André
- 1961 : Trafic d'opium (de) (In der Hölle ist noch Platz) d'Ernst R. von Theumer
- 1963 : Chasse à la mafia - "Rififi en la ciudad" de Jesús Franco
- 1964 : F.B.I. contre l'œillet chinois - Das Geheimnis der chinesischen Nelke de Rudolf Zehetgruber
- 1966 : Joe Caligula de José Bénazéraf
- 1966 : Sette donne d'oro contro due 07 de Vincenzo Cascino
- 1967 : Pension Clausewitz (Pour messieurs seuls) de Ralph Habib
- 1971 : La Cavale de Michel Mitrani
- 1971 : What a Flash ! de Jean-Michel Barjol